# 5747 (année hébraïque)
5747 (hébreu : ה'תשמ"ז , abbr. : תשמ"ז) est une année hébraïque qui a commencé à la veille au soir du 4 octobre 1986 et s'est finie le 23 septembre 1987. Cette année a compté 355 jours. Ce fut une année simple dans le cycle métonique, avec un seul mois de Adar. Ce fut une année de chemitta.
En l'an 5747, l'État d'Israël a fêté ses 39 ans d'indépendance.

## Calendrier
Ce calendrier hébraïque de l'année 5747 donne les correspondances avec les dates du calendrier grégorien.
Le premier nombre dans chaque case correspond au jour du mois hébraïque. Les jours en couleurs sont des jours remarquables juifs ou israéliens.
| ◄◄ | 5747 | ►► |

## Naissances
- Shahar Peer
- Niki Palli

## Décès
- Primo Levi
- Rudolf Hess

5742 - 5743 - 5744 - 5745 - 5746 - 5747 - 5748 - 5749 - 5750 - 5751 - 5752